# Шиманський Юліан Юлій
Юліан Юлій Шиманський, (пол. Julian Juliusz Szymański 10 травня 1870 року, м. Кельці, Польща — 8 червня 1958 року, м. Білосток, Польща) — польський лікар-офтальмолог, політик.

## Біографія
Народився Юлій Шиманський 10 травня 1870 в місті Кельці, Польща.
У Києві закінчив медичне училище, потім у 1891-1898 роках був там асистентом в офтальмологічній клініці. За участь у революції 1905 року, рятуючись від репресій, емігрував до США, де продовжив наукову роботу.
У 1916-1920 роках перебував у Бразилії, де став професором Федерального університету Парани в Курітібі. Він також організував там очну клініку і опублікував перший португальською мовою підручник офтальмології, який також вийшов польською мовою Офтальмологія в скороченні (1920).
З 1922 року польський професор Університету Стефана Баторія у Вільнюсі.
Професор Юліан Шиманський був творцем різних нових методів лікування очних захворювань, особливо глаукоми.
У 1931-1935 роках був головою польського офтальмологічного товариства.
З 1928 по 1935 рік він був сенатором II і III скликань від BBWR. Одночасно в 1928-1930 роках був спікером Палати. 1 липня 1928 року став членом Головної ради заснованого тоді Союзу сибіряків.
У 1929 році заснував бразильсько-польське товариство імені Руї Барбози у Варшаві, головою якого був до 1939 року.
Під час німецької окупації працював у Мальтійському шпиталі у Варшаві, створеному в Палаці Мнішеків.
У 1949 році він знову емігрував з родиною до Бразилії. У 1957 році повернувся до Польщі.
Помер 8 червня 1958 році у місті Білосток, Польща.

## Нагороди
- Орден Відродження Польщі
- Орден Відродження Польщі
- Хрест Заслуги (Польща)
- Орден Орлиного хреста
- Орден Південного Хреста